# Lucas Cantoro
Lucas Maximilian Cantoro sinh ngày 3 tháng 4 năm 1979 tại Buenos Aires, Argentina là một tiền đạo của đội bóng Hà Nội ACB. Ngoài những quãng thời gian 2 năm đầu tiên khởi nghiệp gắn bó cùng đội bóng quê nhà của anh là Velez Sarsfield, trong gần mười năm anh đã chơi cho nhiều câu lạc bộ ở Serie C1, Serie C2 của Ý và gắn bó nhất của là câu lạc bộ Pisa ở Serie D.

## Sự nghiệp
Lucas từng chơi 10 năm tại các giải hạng thấp ở Ý. Năm 2011, khi anh chuyển về chơi cho Hà Nội ACB, gần như sự nghiệp anh mới được bắt đầu và dường như đây mới là thời điểm Lucas chơi bóng đúng nghĩa với một trung phong, vị trí mà anh được đào tạo.
Thành tích tốt nhất của Lucas Cantoro là 16 lần lập công trong 24 trận dưới màu áo của câu lạc bộ Hà Nội ACB mùa giải V-league 2011.

## Nhận xét
Lối chơi bóng của Lucas khá đơn giản, khả năng càn lướt của anh gần như bằng không. Trong 90 phút của hiệp đá, số lượng giữ bóng của Lucas không nhiều nhưng anh lại có những cú sút xa đầy uy lực và khả năng nắm lấy cơ hội nhạy bén. Các bàn thắng của anh ở mùa giải đó hầu như đều do những lý do trên.
Huấn luyện viên trưởng của Hà Nội ACB - ông Mauricio - từng nhận xét: "Nếu cậu ta đá ở một câu lạc bộ khá hơn tại Việt Nam, số bàn thắng sẽ còn cao hơn nữa".